# Лужки (Середино-Будский район)
Лужки (укр. Лужки) — село,
Каменский сельский совет,
Середино-Будский район,
Сумская область,
Украина.
Код КОАТУУ — 5924482205. Население по данным 1988 года составляло 50 человек.
Село ликвидировано в 2007 году .

## Географическое положение
Село Лужки находится в 2,5 км от правого берега реки Свига.
Рядом проходит железная дорога, станция Решающий.

## История
- 2007 — село ликвидировано [1].